# Иммуногемолитические анемии
Иммуногемолитические анемии — группа анемий, относящихся к иммунозависимым экзоэритроцитарным гемолитическим анемиям, связанная с гемолизом (повреждении и преждевременной гибели эритроцитов или эритрокариоцитов) при участии иммуноглобулинов (G и М) или иммунных лимфоцитов.

## Классификация
Иммуногемолитические анемии можно разделить на:
- Аутоиммунные;
- Аллоиммунные;

- Гетероиммунные

### Аутоимунная гемолитическая анемия (АИГА)
Аутоиммунные гемолитические анемии вызваны не связанными с эритроцитами патологиями. Относится к редким патологиям, заболеваемость составляет 1–3 случая на 100 тыс. популяции. Встречается у всех возрастных групп, но замечено увеличение заболеваемости с возрастом. Для этого вида анемий характерно наличие антител против собственных эритроцитов. 
АИГА разделяются на:
- вызванные тепловыми антителами;
- вызванные холодовыми антителами;
- смешанные формы

В каждой группе АИГА можно разделить на первичную и вторичную. Вторичная тепловая АИГА может наблюдаться при аутоиммунных заболеваниях (ревматоидном артрите), различных гематологических заболеваниях (лимфоме Ходжкина, хроническом лимфолейкозе), солидных опухолях, вирусных и бактериальных инфекциях (ВИЧ, гепатит В, туберкулез), первичных иммунодефицитах), развиваться как осложнение после трансплантации печени, почек или стволовых клеток, а также может быть вызвана приемом различных медикаментов.

#### Аутоимунная гемолитическая анемия, вызванная тепловыми антителами
Наиболее распространенная форма АИГА (от 60 до 65% всех АИГА), чаще встречается у женщин. Тепловые антитела вступают в реакцию при температуре более 37° С. 
Эритроциты больных при иммунном гемолизе разрушаются:
1. Вследствие связывания их нативных антигенов с антителами и, в последующем — компонентами комплемента, осуществляющими прямой цитолиз — аутоиммунный комплемент-зависимый гемолиз.
2. По аналогичному механизму с опсонизирующим действием аутоантител и распадом фагоцитированных эритроцитов — аутоиммунный внутриклеточный гемолиз
3. Вследствие адсорбции иммунных комплексов с участием неэритроцитарных антигенов и последующего комплемент-зависимого лизиса — «механизм невинного свидетеля»